# Персонажі Warcraft

Обкладинка першої відеогри серії «Warcraft: Orcs & Humans».

У цій статті наведена інформація про головних персонажів серії ігор «Warcraft». Усі герої та події, описувані в грі, є вигаданими та були взяті з ігор, доповнень до них, книг або інших будь-яких джерел. Деякі з них вже мертві, а в деяких докорінно змінилася або невизначена доля.

## Араккоа
| Ім'я   | Ім'я    | Опис |
| (укр.) | (англ.) | Опис |
| ------ | ------- | --- |
| Айкісс | Ikiss   | Король Айкісс — бос в підземеллі Зали Сетекка в Авкіндоні, один з лідерів Сетекка, разом з темноробочим Ситом. Спільно очолювали еміграції Сетекк зі Скеттіса в руїни Авкіндона. Хоча він і був харизматичним лідером спочатку, Айкісс збожеволів. Зараз проголошує себе переродженим Терокком та очікує, що народ араккоа схилятиметься перед ним як перед новим лідером.                                                                     |
| Терокк | Terokk  | Король Террокк — національний герой араккоа. Його зрадили власні союзники та наклали на нього прокляття Сете. Навіть у такому стані був готовий допомогти біженцям, побудувавши своїми кігтями місто Скеттіс. Однак це прокляття довело його до безумства й він був запечатаний жрецями Талона в надії омолодити його. Тепер він чекає в тіні, коли його призовуть назад у фізичний світ і він зустрінеться з ворогом свого народу віч-на-віч. |

## Богомоли
| Ім'я    | Ім'я      | Опис |
| (укр.)  | (англ.)   | Опис |
| ------- | --------- | --- |
| Шек'зір | Shek'zeer | Велика імператриця Шек'зір — лідерка богомолів, що була заражена Ша. Останній бос підземелля Серце страху. |

## Вал'кіри
| Ім'я      | Ім'я     | Опис |
| (укр.)    | (англ.)  | Опис |
| --------- | -------- | --- |
| Аґата     | Agatha   | Аґата — вал'кіра на службі в Темної Пані, Сильвани Вітрогін. |
| Аннгільда | Annhylde | Аннгільда Дзворнарка (англ. Annhylde the Caller) — вал'кіра, що брала участь у битві разом Інґваром Грабіжник у підземеллі Фортеця Утґард. Після його смерті Аннгільда повернула Інґвара до життя, тим самим, почав другу фазу бою. |
| Гела      | Helya    | Гела — повелителька Гельгейма, підземного світу проклятих врайкулів, що не увійшли до Залів Відваги. |

## Відречені
| Ім'я        | Ім'я        | Опис |
| (укр.)      | (англ.)     | Опис |
| ----------- | ----------- | --- |
| Ліліан Восс | Lilian Voss | Ліліан Восс — «відновлена» невмерла, вперше виявлена гравцями з труни всередині Тіньової могили Похоронногу дзвону. Проходячи різні завдання на Тірісфальському переліссі, гравець часто чує або бачить згадки Ліліан, а потім допомагає їй вбити свого отця, архієпископа Бенедикта Восса.                                      |
| Путресс     | Putress     | Великий аптекар Путресс (англ. Grand Apothecary Putress) — головний аптекар Королівського аптекарського товариства Відречених. Він віддіграв важливу роль у розвитку «нової чуми», яку прагнули створити Відречені. |
| Фаранелл    | Faranell    | Майстер-аптекар Фаранелл (англ. Master Apothecary Faranell) — покинутий, магістр Королівського аптекарського товариства та член Спустошої ради. Він лікар або має принаймні певну докторську ступінь і любив експериментувати з різними варами та настоянками, пробуючи те чи інше, щоб щось вилікувати чи покращити своє життя. |

## Вічні

### Дикі боги
| Ім'я                        | Ім'я                     | Опис |
| (укр.)                      | (англ.)                  | Опис |
| --------------------------- | ------------------------ | --- |
| Авіана                      | Aviana                   | Авіана — прадавня, матір гарпій і господиня Материнського Дерева. Вона є богинею азеротських птахів та інших істот з крилами. |
| Аґґамаґан, Великий Кабан    | Agamaggan the Great Boar | Аґґамаґан, Великий Кабан — один з прадавніх захисників, один з перших і наймогутніших істот, що коли-небудь жили. Він був убитий під час Війни Прадавніх, його залишки перетворилися на те, що зараз називається Рейзорфеном. |
| Анзу                        | Anzu                     | Анзу — страшний крук-бог, який глибоко пов'язаний з араккоа та історією Шпилів Араку. |
| Гаккар Убий-душа            | Hakkar the Soulflayer    | Гаккар Убий-душа, Бог крові (англ. Hakkar the Soulflayer, the Blood God) — руйнівний лоа, якому поклоняються тролі Ґурубаші, а в пантеоні тролів він відомий як Лоа Крові. Колись він контролював занепалу столицю імперії Ґурубаші — Зул'Ґуруб. |
| Ґолдрінн/Ло'Ґош             | Goldrinn/Lo'Gosh         | Ґолдрінн, також відомий як Ло'Ґош — дикий бог, що приймає форму страшного сильного білого вовка. Він втілює лютість, дикість і непохитну волю, а легенди свідчать, що він має безприкладну лють і шаленство. У ньому живе дух мисливця, тваринний інстинкт, який спрацьовує, коли дикі тварини відчувають запах їжі або відчувають, що їхнім дітям загрожує небезпека. |
| Ессіна                      | Aessina                  | Ессіна — один з найвеличніших духів дикої природи, що таїться в густих незайманих лісах. Вона — душа лісу, його серце, що б'ється, джерело життєвої енергії, яка руйнує камінь, пожирає древні руїни і наповнює густі хащі таємницею і страхом. Центр павутиння життя. Нічні ельфи спорудили їй святилища по всьому Калімдору, насамперед святилище Ессіни посеред лісової галявини в серці Ясенедолу та гаю Ессіни, розташований на горі Гіджаль. |
| Кенарій                     | Cenarius                 | Кенарій, Владар Лісу та Покровитель друїдів — один із наймогутніших і найвпливовіших напівбогів Азерота. Син Малорна, якого нічні ельфи шанували від початку своєї історії, вчив ельфів бути друїдами і поклонятися природі. Після смерті батька він служив командувачем військ Калімдора у Війні Прадавніх. Кенарій продовжував служити вчителем і захисником ельфів та їх лісів протягом 10 000 років, доки не був убитий демонічно розбещеними орками під проводом Ґрома Пеклокрика. |
| Малорн/Апа'ро               | Malorne/Apa'ro           | Малорн, також відомий серед тауренів як Апа'ро — могутній і мудрий Стародавній охоронець, що набуває вигляду величезного білого оленя. Він був одним із перших живих істот на Азероті і давним-давно бродив землею як захисник природи. Його сила полягає в самій природі, і він відповідає за створення та вирощування природи у світі. Він є батьком Кенарія, який успадкував його владу над природою. Хоча великий олень був убитий повелителем демонів Архімондом під час Війни Прадавніх, він воскрес після Катаклізму, щоб допомогти Вартових Гіджалю в боротьбі з силами Повелителя Вогню Раґнароса. Під час третього вторгнення Палаючого Легіону Мелорн потрапив у пастку Ксавія в Смарагдовому Кошмарі, доки його не звільнив архідруїд Круга Кенарія. |
| Ньюзао, Чорний віл          | Niuzao the Black Ox      | Ньюзао, Чорний віл — одна з чотирьох істот, відомих як Небесні Небожителі, котрі спостерігають за Пандарією. Ньюзао наглядає за Тонлонзькими степами та Пустищами Жаху. Він — дух стійкості. Його називають силою заходу та захисником слабких. |
| Сюень, Білий тигр           | Xuen the White Tiger     | Сюень, Білий тигр — один із чотирьох Диких богів, відомих як Небесні Небожителі, що мешкають у Пандарії. Сюень наглядає за Вершиною Кун-Лай з храму Білого тигра. Він — дух сили. У Сюеня є двоє названих дітей, Бан-Лу та Сю-Фу та онука Бан-Фу. |
| Тортолла                    | Tortolla                 | Тортолла — напівбог-черепаха і, подібно до Малорна і Ґолдрінна, стародавній хранитель. Він є древнім покровителем усіх істот, які легко переміщаються між сушею і морем. За словами Гамуула Рунного тотема, він один із найдавніших Вічних, який жив з часів Титанів. |
| Урсок                       | Ursoc                    | Урсок — Стародавній охоронець, один із кількох напівбогів, які були одними з перших живих істот, що блукали Азеротом. Йому поклонялися як богу фурболґи Сивих пагорбів, землі, якою він раніше правив. |
| Урсол                       | Ursol                    | Урсол — Стародавній охоронець, один з кількох напівбогів, які були одними з перших живих істот, що блукали Азеротом. Йому та його братові-близнюкові Урсоку поклонялися як богам племена фурболґів. |
| Чі-Джі, Гранатовий журавель | Chi-Ji the Red Crane     | Чі-Джі, Гранатовий журавель — одна з чотирьох істот, відомих як Небесні Небожителі, які спостерігають за Пандарією. Чі-Джі спостерігає за Долиною Чотирьох вітрів та Красаранзькими манграми та іноді його називають Південним небожителем або Духом Надії. Як такому йому служить орден Журавлиного Крила. |
| Ю'лон, Нефритова змія       | Yu'lon the Jade Serpent  | Ю'лон, Нефритова змія -— одна з чотирьох істот, відомих як Небесні Небожителі, які спостерігають за Пандарією. Ю'лон стежить за Нефритовим лісом. Вона — дух мудрості, і навіть уособлює весну, молодість, зростання і виховання. Іноді вона маскується під пандаренку на ім'я Фей. |

### Діти Кенарія
| Ім'я     | Ім'я     | Опис |
| (укр.)   | (англ.)  | Опис |
| -------- | -------- | --- |
| Зетар    | Zaetar   | Зетар — охоронець гаю, старший син Кенарія й батько раси кентаврів, але незабаром його вбили варварські діти. |
| Ремул    | Remulos  | Сторож Ремулос (англ. Keeper Remulos) — один із молодших синів Кенарія та охоронець гаю. Ремул — хранитель великої сили та мудрості. За відсутності батька й Малфуріона Шаленство Буріа Ремул очолював відділення Кола Кенарія в Місячній галявині в роки, що передували Катаклізму. Він керував битвою проти розбещеного Ераніка й брав участь у Війні проти Жаху. Ремул описаний як безсмертний. |
| Целебрій | Celebras | Целебрій — син Ремула і, як і його батько, є охоронцем гаю. Кавіндра називає Целебрія своїм братом. Після того, як дядько Целебрія Зетар був убитий потомством кентаврів, дух Зетара опинився в полоні в його приятеля Терадраса. Намагаючись звільнити дух свого дядька, Целебрій та його сестри дріади увійшли до Мародону. Однак гниття, яке поширилося печерами, незабаром здолало їх. Тепер Целебрій Проклятий (англ. Celebras the Cursed) сліпо бродить усередині, проклятий занепадом. Коли його вбивають шукачі пригод з Альянсу та Орди, він стає викупленим і з'являється як Целебрій Спокушений (англ. Celebras the Redeemed). |

### Володарі потойбіччя
| Ім'я               | Ім'я                    | Опис |
| (укр.)             | (англ.)                 | Опис |
| ------------------ | ----------------------- | --- |
| Арбітер            | Arbiter                 | Арбітер — космічна сутність, що в центрі Орібоса судить душі нещодавно померлих. |
| Денатрій           | Denathrius              | Пан Денатрій (англ. Sire Denathrius) — творець і колишній лідер королівства Ревендрет та його жителів, народу вентірів, яким він керував із замку Натрія. Розважливий і методичний, Денатрій — один із наймогутніших істот у Тіневих землях. Він створив вентірів за своєю подобою, викувавши їх із душ викуплених. |
| Елуна              | Elune                   | Елуна — місячна богиня космічного царства Життя. Її сестра — Зимова королева, одна з Вічних Смерті. Разом вони уособлюють баланс циклу Життя та Смерті. |
| Зимова королева    | Winter Queen            | |
| Зоваал             | Zovaal                  | |
| Кирестія Зимеродна | Kyrestia the Firstborne | |
| Прімус             | Primus                  | |

### Старі боги
| Ім'я       | Ім'я       | Опис |
| (укр.)     | (англ.)    | Опис |
| ---------- | ---------- | ---- |
| І'Шаардж   | Y'Shaarj   |      |
| Йоґґ-Сарон | Yogg-Saron |      |
| К'Тун      | C'Thun     |      |
| Н'Зот      | N'Zoth     |      |

### Титани
| Ім'я      | Ім'я        | Опис |
| (укр.)    | (англ.)     | Опис |
| --------- | ----------- | --- |
| Аґґрамар  | Aggramar    | Аґґрамар Месник (англ. Aggramar the Avenger) — титан, колишній лейтенант Сарґераса. Коли Сарґерас зрадив Пантеон, Аґґрамар став його чемпіоном, поки його не було вбито колишнім наставником і другом. Сарґерас повернув Аґґрамара до життя як охоронця серця Палаючого Легіону в Анторусі, Палаючого Трону, поки він був звільнений і приєднався до своїх братів Титанів у Залі Пантеону. |
| Аман'Тул  | Aman'Thul   | Аман'Тул — всебатько, лідер Пантеону Титанів, найстаріший і наймудріший зі свого роду. Аман'Тул володіє магією часу. Під час створення всесвіту, очолював Пантеон, але був зі своїми братами вбитий Сарґерасом. Його та інші душі були в полоні в Темного Титана, поки їх не звільнили герої Азерота.                                                                                      |
| Ґолґаннет | Golganneth  | |
| Еонар     | Eonar       | |
| Норґаннон | Norgannon   | |
| Сарґерас  | Sargeras    | |
| Хаз'ґорот | Khaz'goroth | |

#### Вартові
| Ім'я                 | Ім'я                 | Опис |
| (укр.)               | (англ.)              | Опис |
| -------------------- | -------------------- | --- |
| Алґалон Спостережник | Algalon the Observer | Алґалон Спостережник — космічна сутність, якому Пантеон Титанів поручив спостерігати за планетами в пошуках скверни. |
| Локен                | Loken                | |
| Мімірон              | Mimiron              | |
| Одін                 | Odyn                 | |
| Одір                 | Hodir                | |
| Ра                   | Ra                   | |
| Тір                  | Tyr                  | |
| Торім                | Thorim               | |
| Фрея                 | Freya                | |

### Повелителі стихій
| Ім'я        | Ім'я       | Опис |
| (укр.)      | (англ.)    | Опис |
| ----------- | ---------- | --- |
| Ал'Акір     | Al'Akir    | Ал'Акір, Повелитель Вітрів (англ. Al'Akir the Windlord) — повелитель стихії повітря. Він керував своїм володінням Вітремур зі свого місця на Троні Чотирьох Вітрів. З усіх повелителів стихій Ал'Акір був відомий як наймудріший і колись був головним тактиком в арміях Старих Богів. Вступивши в союз з розбещеним драконом-аспектом Смертекрилом і його колегою повелителем стихій Раґнаросом в їхньому прагненні наблизити кінець днів, Ал'Акір був переможений смертними чемпіонами Азерота, які змогли проникнути у Вітремур з пролому в Ульдумі і знищити його. |
| Блискавраан | Thunderaan | Блискавраан, Повелитель Вітрів (англ. Thunderaan the Windlord) — повелитель стихії повітря та господар Вітремура. Раніше відомий як Принц Повітря, Блискавраан став новим Повелителем вітрів після смерті Ал'Акіра під час Катаклізму. |
| Нептулон    | Neptulon   | Нептулон, Повелитель припливів (англ. Neptulon the Tidehunter) — повелитель стихії води. Як і троє інших, у минулі епохи він бився проти Титанів як слуга Старих Богів. Однак після Катаклізму він не вступив у союз зі Смертекрилом, і в результаті наґи і безликі, слуги Старих Богів, спробували захопити його і Бездонну утробу. Пізніше Нептулон звільнився від свого викрадача Озумата і повернувся до Бездонної утроби. Після Катаклізму Нептулон неодноразово закликав своїх водяних елементалей на захист Азерота. Віщун Земельного кільця переконав Повелителя стихій направити свої сили на битву з Палаючим Легіоном під час їхнього третього вторгнення. Він також боровся з військами королеви Азшари під час Четвертої війни. |
| Раґнарос    | Ragnaros   | Раґнарос, Повелитель вогню (англ. Ragnaros the Firelord) — повелитель стихії вогню. Після того, як чаклун Тейн Тавріссан закликав його в Азерот, він захопив контроль над Чорною горою та правив там понад двісті років, керуючи своїми поплічниками з глибини її вогняного ядра. Вигнаний назад у Вогнезем'я, він об'єднався зі Смертекрилом та Ал'Акіром у спробі викликати Годину Сутінків. Раґнарос осадив священну гору Гіджаль, намагаючись спопелити Світове Древо Нордрассіль, вивільнивши при цьому своїх наймогутніших посіпак. Незважаючи на неймовірні руйнівні сили, які він мав у своєму розпорядженні, Коло Кенарія за підтримки смертних героїв Азерота зміг осадити володіння Повелителя вогню, де вони подолали всі випробування, які він кинув їм, і врешті-решт знищили його у власній фортеці. Через роки після його смерті на посаді Повелителя вогню його змінив Смолдерон. |
| Смолдерон   | Smolderon  | Смолдерон, Повелителя вогню (англ. Smolderon the Firelord) — повелитель стихії вогню та господар Вогнезем'я. Він боровся за владу з Піротом після смерті Раґнароса під час Катаклізму, поки Земельне кільце не допомогло йому стати новим Повелителем вогню під час третього вторгнення Палаючого Легіону. Однак невдовзі після того, як він став Повелителем вогню, він зник. |
| Землезана   | Therazane  | Землезана, Кам'яна Мати (англ. Therazane the Stonemother) — повелитель стихії землі, в минулому одна із лейтенанток Старих Богів. Як правителька Глибіння й мати могутніх Повелителів каменю, вона є володаркою всіх елементів землі. Вона приймає вигляд масивної жіночої фігури, зробленої з каміння і фіолетового дорогоцінного каміння, яку завжди можна побачити прямо над землею. Незважаючи на свою загальну незацікавленість у справах смертних, Землезана кілька разів разом зі смертними Азерота виступала проти сил Старих Богів, не виявляючи нічого, крім зневаги до своїх колишніх господарів та їхніх слуг. Вона також об'єднала свої сили для допомоги Земельному кільцю під час третього вторгнення Палаючий Легіон. |

### Інші істоти
| Ім'я       | Ім'я          | Опис |
| (укр.)     | (англ.)       | Опис |
| ---------- | ------------- | ---- |
| Елуна      | Eluna         |      |
| Король-Ліч | The Lich-King |      |

## Врайкули
| Ім'я   | Ім'я    | Опис |
| (укр.) | (англ.) | Опис |
| ------ | ------- | ---- |
| Імірон | Ymiron  |      |

## Гноми
| Ім'я                 | Ім'я                  | Опис |
| (укр.)               | (англ.)               | Опис |
| -------------------- | --------------------- | ---- |
| Ґелбін Меґґабур      | Gelbin Mekkatorque    |      |
| Мекґінір Термопробка | Mekgineer Thermaplugg |      |
| Міллгауз Манашторм   | Millhouse Manastorm   |      |
| Силас Темномісяць    | Silas Darkmoon        |      |

## Гобліни
| Ім'я               | Ім'я               | Опис |
| (укр.)             | (англ.)            | Опис |
| ------------------ | ------------------ | ---- |
| Ґазлоу             | Gazlowe            |      |
| Ґаллівікс          | Gallywix           |      |
| Марін Ноґґенфоґґер | Marin Noggenfogger |      |
| Парохрип           | Steamwheedle       |      |
| Ревілґаз           | Revilgaz           |      |

## Гозени
| Ім'я            | Ім'я            | Опис |
| (укр.)          | (англ.)         | Опис |
| --------------- | --------------- | ---- |
| Мавпячий король | The Monkey King |      |

## Дворфи

### Залізогарт
| Ім'я                  | Ім'я                 | Опис |
| (укр.)                | (англ.)              | Опис |
| --------------------- | -------------------- | --- |
| Бранн Бронзобородий   | Brann Bronzebeard    | |
| Даґран Тавріссан II   | Dagran Thaurissan II | |
| Маґні Бронзобородий   | Magni Bronzebeard    | Маґні Бронзобородий — один із найпрославленіших дворфів в історії Азерота, життя якого висвітлюється хоробрими подвигами та великій самовідданості. Посідає трон Залізогарта, і як видатний правитель завжди ставить потреби своїх людей вище власних. Так, за часів Великого Катаклізму, що сколихнув увесь Азерот, він здійснив давній ритуал спілкування із землею, щоб виявити джерело неприємностей. Проте замість знайдених відповідей, він перетворився на наживу діамантову статую. Через деякий час, він пробудився: і хоч ритуал не вбив його, він перетворив його тіло на алмаз і поєднав його душу із серцем світу. Претендувати на повернення трону він не став, почавши готувати світ до нападу Легіону. |
| Мойра Тавуріссан      | Moira Thaurissan     | |
| Мурадін Бронзобородий | Muradin Bronzebeard  | |
| Тарґас Ламайковадл    | Thargas Anvilmar     | |

### Клан Дикобоїв
| Ім'я            | Ім'я               | Опис |
| (укр.)          | (англ.)            | Опис |
| --------------- | ------------------ | ---- |
| Курдран Дикобій | Kurdran Wildhammer |      |
| Фалстад Дикобій | Falstad Wildhammer |      |

### Клан Темного Заліза
| Ім'я             | Ім'я              | Опис |
| (укр.)           | (англ.)           | Опис |
| ---------------- | ----------------- | ---- |
| Даґран Тавріссан | Dagran Thaurissan |      |
| Тавріссан        | Thaurissan        |      |

## Демони
| Ім'я       | Ім'я        | Опис |
| (укр.)     | (англ.)     | Опис |
| ---------- | ----------- | --- |
| Азґалор    | Azgalor     | Азґалор — могутній демон, відомий завдяки Битві при горі Гіджаль. Авантюристи Орди та Альянсу увійшли до часової кишені Битви за гору Гіджаль. Розправившись із базою Альянсу та Броллом Ведмежою Мантією, він піднявся на базу орків. Там Азґалор бився з Траллом, військами Третьої війни та пригодниками з майбутнього й був убитий у битві. Демон повернувся з Архімондом на Дренор і був помічений у Цитаделі Пекельного вогню. Азґалор переможений героями Орди та Альянсу. Швидко відновлювався в Підсвітні Крутоверті, щоб повернутися під час битви за Розколоте узбережжя. |
| Архімонд   | Archimonde  | Архімонд — полководець Палаючого Легіону. Раніше був одним з трьох лідерів ередарів на планеті Арґус. Він правив своїм народом разом з Кіл'джеденом і Веленом у мирі й гармонії. Архімонд перейшов на бік загарбника, грішного титана Сарґераса, в обмін на цінні знання, велику силу та, що найголовніше, відповідь на питання «У чому основна вада всесвіту?». Хоча Архімонда мало турбувала вендетта Кіл'джедена проти Велена та дренеїв, він шукав в альтернативному Дренорі можливість. Вважаючи, що час тонкощів минув, Архімонд прийняв командування вторгненням Палаючого легіону на планету. Його підхід був набагато різкішим, ніж у Кіл'джедена, і демони вторглися масово, всупереч основній часовій лінії. Архімонд став останнім супротивником для авантюристів Орди та Альянсу в підземеллі Цитадель Пекельного вогню, прибувши в Дренор через час і простір, щоб переконатися, що вторгнення Палаючого легіону в Азерот пройшло за планом. Цього разу він був переможений об'єднаними арміями дреніїв, орків та шукачів пригод під проводом Хадґара, Ірель та Дуротана. З останнім зітханням він послав Ґул'дану промінь зеленої енергії в Чорну браму, нагадавши йому про укладений договір і змусивши портал зруйнуватися. З трупа Архімонда було вилучено фрагмент сили з Розлому Альна, який дуже стурбував Малфуріона, коли був доставлений до нього на Азерот, оскільки Розлом мав бути запечатаний наприкінці Війни проти Жаху. Тому Малфуріон вирушив назад у стародавні, зеленіючі ліси Валь'шари, де він навчався, щоб отримати настанови. |
| Балназзар  | Balnazzar   | Балназзар — один з трьох натрезимів, залишених в Лордероні для спостереження за завоюваннями демонами цих земель. Після війни з Королем-личем Балназзар був убитий шукачами пригод. Вимушений повернутися в Підсвітні Крутоверті, він повернувся через багато років під час третього вторгнення Палаючого легіону. Вирішивши знищити недавно реформованих Лицарів Сріблястої десниці, він став головним антагоністом у кампанії за орден паладинів. Зрештою Балназзара убили в Храмі Світлої Безодні, розташованому в Підсвітні Крутоверті, назавжди покінчивши з демоном. |
| Варіматрас | Varimathras | |
| Гаккар     | Hakkar      | |
| Каззак     | Kazzak      | |
| Кіл’джеден | Kil'jaeden  | |
| Маґтерідон | Magtheridon | |
| Мал’Ґаніс  | Mal'Ganis   | |
| Маннорот   | Mannoroth   | |
| Тіхондрій  | Tichondrius | |

## Дракони

### Аспекти
| Ім'я                                | Ім'я                               | Опис |
| (укр.)                              | (англ.)                            | Опис |
| ----------------------------------- | ---------------------------------- | --- |
| Алекстраза                          | Alexstrasza                        | Алекстраза Життєдайна (англ. Alexstrasza the Life-Binder) — аспект життя зграї червоних драконів. Одна з п'яти драконів, яких обрали Титани, щоб наділити силою Пантеону з метою спостерігати за Азеротом. Титани призначили її Королевою червоних драконів. |
| Ізера                               | Ysera                              | |
| Калесґос/Калес                      | KalecgosKalec                      | |
| Малиґос                             | Malygos                            | |
| Нелтаріон/Смертекрил/Дейвал Престор | Neltharion/Deathwing/Daval Prestor | |
| Ноздорму                            | Nozdormu                           | |

### Діти
| Ім'я                              | Ім'я                               | Опис                                                                                             |
| (укр.)                            | (англ.)                            | Опис                                                                                             |
| --------------------------------- | ---------------------------------- | ------------------------------------------------------------------------------------------------ |
| Анахронос                         | Anachronos                         | Анахронос Прадавній — спадкоємець Ноздорму Позачасового, видатний член зграї бронзових драконів. |
| Ариґос                            | Arygos                             |                                                                                                  |
| Кіриґоса                          | Kirygosa                           |                                                                                                  |
| Нефаріан/Чорнекрил/Віктор Нефарій | Nefarian/Blackwing/Victor Nefarius |                                                                                                  |
| Оніксія/Катрана Престор           | Onyxia/Katrana Prestor             |                                                                                                  |
| Ратіон                            | Wrathion                           |                                                                                                  |
| Сабелліан/Себлмейн                | Sabellian/Sablemane                |                                                                                                  |

### Інші дракони
| Ім'я                 | Ім'я               | Опис |
| (укр.)               | (англ.)            | Опис |
| -------------------- | ------------------ | ---- |
| Ґалакронд            | Galakrond          |      |
| Ебіссіан/Вороний ріг | Ebyssian/Ebonhorn  |      |
| Кайроздорму/Кайроз   | Kairozdormu/Kairoz |      |
| Сапфірон             | Sapphiron          |      |
| Тиріґоса/Тирі        | Tyrygosa/Tyri      |      |
| Хронорму/Хромі       | Chronormu/Chromie  |      |

### Консорти
| Ім'я                    | Ім'я                      | Опис |
| (укр.)                  | (англ.)                   | Опис |
| ----------------------- | ------------------------- | ---- |
| Еранік                  | Eranikus                  |      |
| Коріалстраз/Крас/Борель | Korialstrasz/Krasus/Borel |      |
| Синтарія/Синестра       | Sintharia/Sinestra        |      |
| Сорідормі               | Soridormi                 |      |
| Тиранастраз             | Tyranastrasz              |      |

## Дренеї
| Ім'я    | Ім'я    | Опис |
| (укр.)  | (англ.) | Опис |
| ------- | ------- | --- |
| Акама   | Azgalor | Акама — лідер Дренеїв Позамежжя. Він бореться проти слуг демона Маґтерідона. Іллідан Шаленство Бурі допоміг захопити Позамежжя Акамі. Розпочавши війну проти демона Маґтерідона, вони швидко знесилили його. Іллідан став володарем в Темному Храмі. Він захопив велику частину Позамежжя. Узявши всіх до останнього в заручники, Іллідан не хотів робити з Чорного храму святилище, і тому Акамі не сподобалась політика Іллідана. Акама підготував повстання. Таємно він почав шукати армію проти нього. Акама з об'єднаним військом Ша'тар розробив план дій. До цього плану приєдналась Маєв Пісня Тіней. Атакувавши його, він вбив Іллідана. |
| Велен   | Velen   | |
| Ірель   | Yrel    | |
| Мараад  | Maraad  | |
| Нобундо | Nobundo | |

## Дроґбари
| Ім'я      | Ім'я      | Опис |
| (укр.)    | (англ.)   | Опис |
| --------- | --------- | ---- |
| Дарґрул   | Dargrul   |      |
| Наварроґґ | Navarrogg |      |

## Ельфи

### Високі ельфи
| Ім'я                   | Ім'я                  | Опис |
| (укр.)                 | (англ.)               | Опис |
| ---------------------- | --------------------- | --- |
| Аллерія Вітрогін       | Alleria Windrunner    | Аллерія Вітрогін — високородна ельфійка-слідопит зі Срібномісяця, яка стояла на чолі Альянсу Лордерону під час Другої війни. Вона також була головною розвідницею експедиції на Дренор. |
| Анастеріан Сонцеходець | Anasterian Sunstrider | Анастеріан Сонцеходець — колишній король Квел'Таласу, нащадок королівського роду, який започаткував король Дат'Ремар Сонцеходець.                                                       |
| Веріса Вітрогін        | Vereesa Windrunner    | |
| Дар'Хан Дратір         | Dar'Khan Drathir      | |
| Дат'Ремар Сонцеходець  | Dath'Remar Sunstrider | |
| Сильвана Вітрогін      | Sylvanas Windrunner   | |

### Ельфи Пустоти
| Ім'я   | Ім'я    | Опис |
| (укр.) | (англ.) | Опис |
| ------ | ------- | ---- |
| Умбрій | Umbric  |      |

### Криваві ельфи
| Ім'я                | Ім'я                 | Опис |
| (укр.)              | (англ.)              | Опис |
| ------------------- | -------------------- | ---- |
| Валіра Санґвінар    | Valeera Sanguinar    |      |
| Галдурон Світлокрил | Halduron Brightwing  |      |
| Етас Крадій Сонця   | Aethas Sunreaver     |      |
| Зендарін Вітрогін   | Zendarin Windrunner  |      |
| Квел'Тас Сонцеходе  | Kael'thas Sunstrider |      |
| Колтіра Ткач Смерті | Koltira Deathweaver  |      |
| Ліадрін             | Liadrin              |      |
| Лор'темар Терон     | Lor'themar Theron    |      |
| Роммат              | Rommath              |      |

### Напівельфи
| Ім'я    | Ім'я    | Опис |
| (укр.)  | (англ.) | Опис |
| ------- | ------- | --- |
| Аратор  | Arator  | Аратор Визволитель (англ. Arator the Redeemer) або Аратор Вітрогін (англ. Arator Windrunner) — напівельф, син високої ельфійки-слідопита Аллерії Вітрогін і людини-паладина Тураліона. Він став паладином як його батько. |
| Ґаладін | Galadin | |
| Ґірамар | Giramar | |

### Нічні ельфи
| Ім'я                     | Ім'я                 | Опис |
| (укр.)                   | (англ.)              | Опис |
| ------------------------ | -------------------- | --- |
| Азшара                   | Azshara              | Азшара — королева раси наґ, править з підводного міста Назжатар. |
| Бролл Ведмежа Мантія     | Broll Bearmantle     | Бролл Ведмежа Мантія — талановитий нічний ельф-друїд і колишній гладіатор, що бився разом з Валірою Санґвінар і Варіаном Рінном. Він допомагав Тиранді Шелествітер звільнити Малфуріона Шаленство Буріа зі Смарагдового сну. |
| Вайш                     | Vashj                | |
| Варо'тен                 | Varo'then            | |
| Джарод Тінеспів          | Jarod Shadowsong     | |
| Іллідан Шаленство Бурі   | Illidan Stormrage    | |
| Ксавій                   | Xavius               | |
| Кур’талос Кронворон      | Kur'talos Ravencrest | |
| Маєв Тінеспів            | Maiev Shadowsong     | |
| Малфуріон Шаленство Бурі | Malfurion Stormrage  | |
| Тиранда Шелествітер      | Tyrande Whisperwind  | |
| Фендрал Оленеріг         | Fandral Staghelm     | |
| Шандріс Перомісяць       | Shandris Feathermoon | |

### Ночеродні ельфи
| Ім'я     | Ім'я      | Опис |
| (укр.)   | (англ.)   | Опис |
| -------- | --------- | ---- |
| Валтруя  | Valtrois  |      |
| Елісанда | Elisande  |      |
| Окулет   | Oculeth   |      |
| Сілґрин  | Silgryn   |      |
| Таліссра | Thalyssra |      |

## Люди
| Ім'я                | Ім'я                   | Опис |
| (укр.)              | (англ.)                | Опис |
| ------------------- | ---------------------- | --- |
| Александрос Моґрейн | Alexandros Mograine    | Александрос Моґрейн, Спопелювач (англ. Alexandros Mograine the Ashbringer) — один з Верховних лордів Лицарів Сріблястої десниці. Перший власник могутньої зброї Спопелювач. Він був убитий своїм старшим сином Ренолтом та повстав як лицар смерті завдяки Кел'Тузадові. |
| Алонс Фол           | Alonsus Faol           | Алонс Фол — архієпископ Церкви Святого Світла часів Другої війни. Він є організатором створення паладинів, лицарів, що володіють силою Світла, задля оборони Альянсу Лордерону. Його учень Утер Світлоносець став першим паладіном і разом з Алонсом заснував паладинський орден під назвою Лицарі Сріблястої Десниці. Фол помер та повстав невмерлим. Під час третього вторгнення Палаючого Легіону, він приєднався до Конклаву та допомагав у боротьбі з демонами, знову отримавши титул архієпископа. |
| Анвіна Тіґ          | Anveena Teague         | Анвіна Тіґ — з першого погляду, добра й гарна дівчина з Таррен-Млина, але мало хто здогадувався, що вона не людина, а концентровані залишки енергії Сонячного Колодязя, що перетворилися на людський аватар червоним драконом Коріалстразом. |
| Андуїн Лотар        | Anduin Lothar          | Сер Андуїн Лотар, Лев Штормовію (англ. Sir Anduin Lothar, the Lion of Stormwind) — останній справжній нащадок роду Араті, лицар королівства Штормовій під час Першої війни, верховний головнокомандувач Альянсу Лордерону під час Другої війни. Вважається одним з кращих воїнів у історії. |
| Андуїн Рінн         | Anduin Wrynn           | Андуїн Рінн — король Штормовію, верховний головнокомандувач і король Альянсу. |
| Антонідас           | Antonidas              | Антонідас — могутній маг, лідер Кірін Тору, ордену чаклунів Даларана. В юному віці дванадцяти років уже написав дисертацію. Наставник Джейни Праудмур. |
| Артас Менетіл       | Arthas Menethil        | Артас Менетіл — колишній принц Лордерону та Лицар Сріблястої десниці. Син Теренаса Менетіла II. Учень Утера Світлоносця. Артас мав романтичні стосунки з Джейною Праудмур. Він відчував жагу позбавити свою країну від чуми, але зрештою став ватажком армії мертвих під іменем Король-Ліч. |
| Аруґал              | Arugal                 | Аруґал — колишній архімаг з Даларана, жив у руїнах Фортеці Темного Ікла, згодом був повернутий до життя. Він найбільше відомий завдяки тому, що звільнив ворґенів від Смарагдового сну. |
| Бенедікт            | Benedictus             | Архієпископ Бенедікт — ученик архієпископа Алонса Фола та змінив його на посаді глави Церкви Святого Світла. |
| Болвар Фордраґон    | Bolvar Fordragon       | Верховний Лорд Болвар Фордраґон — верховний лорд Лицарів Вороного клинка, колишній Король-Ліч, що успадкував титул після смерті Артаса Менетіла. |
| Варіан Рінн         | Varian Wrynn           | |
| Вінцент Ґодфрі      | Vincent Godfrey        | |
| Ґален Тролебій      | Galen Trollbane        | |
| Ґенн Сивогривий     | Genn Greymane          | |
| Данат Тролебій      | Danath Trollbane       | |
| Дарій Кровлі        | Darius Crowley         | |
| Даріон Моґрейн      | Darion Mograine        | |
| Дейлін Праудмур     | Daelin Proudmoore      | |
| Джейна Праудмур     | Jaina Proudmoore       | |
| Джорад Мейс         | Jorad Mace             | |
| Еґвінн              | Aegwynn                | |
| Еделас Блекмур      | Aedelas Blackmoore     | |
| Ейден Перенольд     | Aiden Perenolde        | |
| Кел'Тузад           | Kel'Thuzad             | |
| Ленден Рінн         | Landan Wrynn           | |
| Ліям Сивогривий     | Liam Greymane          | |
| Ллейн Рінн I        | Llane Wrynn I          | |
| Лорна Кровлі        | Lorna Crowley          | |
| Марвін              | Marwyn                 | |
| Медів               | Medivh                 | |
| Меріл Скверношторм  | Meryl Felstorm         | |
| Натанос Гнилокрик   | Nathanos Blightcaller  | |
| Нєлас Аран          | Nielas Aran            | |
| Отмар Ґарітос       | Othmar Garithos        | |
| Реналт Моґрейн      | Renault Mograine       | |
| Рівендейр           | Rivendare              | |
| Ронін               | Rhonin                 | |
| Тарета Фокстон      | Taretha Foxton         | |
| Тассаріан           | Thassarian             | |
| Теренас Менетіл II  | Terenas Menethil II    | |
| Тіріон Фордрінґ     | Tirion Fordring        | |
| Торас Тролебій      | Thoras Trollbane       | |
| Тураліон            | Turalyon               | |
| Утер Світлоносець   | Uther the Lightbringer | |
| Фальрік             | Falric                 | |
| Хадґар              | Khadgar                | |

## Моґу
| Ім'я     | Ім'я     | Опис |
| (укр.)   | (англ.)  | Опис |
| -------- | -------- | ---- |
| Лей Шень | Lei Shen |      |

## Наару
| Ім'я   | Ім'я    | Опис |
| (укр.) | (англ.) | Опис |
| ------ | ------- | --- |
| А'дал  | A'dal   | А'дал — космічна сутність, лідер наару з Ша'тара, править Шаттратом. Воно сяє, наче сонце, яке було заковане в ланцюгу. Якщо сила А'дала випуститься на свободу, вона в змозі зрівнювати міста й гори з землею. |
| М'уру  | M'uru   | |
| Ксе'ра | Xe'ra   | |
| К'ара  | K'ara   | |
| К'юр   | K'ure   | |
| Л'ура  | L'ura   | |

## Нерубійці
| Ім'я      | Ім'я      | Опис |
| (укр.)    | (англ.)   | Опис |
| --------- | --------- | ---- |
| Ануб'арак | Anub'arak |      |

## Оґри

### Оґри
| Ім'я    | Ім'я     | Опис |
| (укр.)  | (англ.)  | Опис |
| ------- | -------- | ---- |
| Маґ'тол | Mug'thol |      |

#### Оґри-маги
| Ім'я    | Ім'я     | Опис |
| (укр.)  | (англ.)  | Опис |
| ------- | -------- | ---- |
| Дентарґ | Dentarg  |      |
| Мар'ґок | Mar'gok  |      |
| Моґор   | Mogor    |      |
| Чо'Ґалл | Cho'gall |      |

#### Ґронни
| Ім'я   | Ім'я    | Опис |
| (укр.) | (англ.) | Опис |
| ------ | ------- | ---- |
| Ґруул  | Gruul   |      |

## Орки та нечистокровні

### Орки
| Ім'я                | Ім'я                | Опис |
| (укр.)              | (англ.)             | Опис |
| ------------------- | ------------------- | --- |
| Броксіґар           | Broxigar            | Броксіґар — орк-воїн, ветеран, чиї товариші були вбиті в бою і який шукав своєї смерті в бою через почуття провини. Відправлений у минуле під час Війни Прадавніх, Брокс став важливою фігурою у війні та хронологічно був першим орком, зустрінутим на Азероті у новій зміненій тимчасовій лінії. У фінальній битві війни Броксіґар проскочив через портал, що відкрився в Колодязі Вічності, що руйнується, і загинув у променях слави, ставши одним з єдиних смертних, які будь-коли наносили рани самому Сарґерасові. |
| Варок Саурфанґ      | Varok Saurfang      | |
| Ґарад               | Garad               | |
| Ґром Пеклокрик      | Grom Hellscream     | |
| Ґул'дан             | Gul'dan             | |
| Дал'ренд Чорнорук   | Dal'rend Blackhand  | |
| Драка               | Draka               | |
| Дрек'Тар            | Drek'Thar           | |
| Дуротан             | Durotan             | |
| Ейтріґґ             | Eitrigg             | |
| Зулугед Забитий     | Zuluhed the Whacked | |
| Кілроґґ Мертвоокий  | Kilrogg Deadeye     | |
| Назґрел             | Nazgrel             | |
| Некрос Череполам    | Nekros Skullcrusher | |
| Нер'жул             | Ner'zhul            | |
| Орґрім Молот Вироку | Orgrim Doomhammer   | |
| Регар Гнів землі    | Rehgar Earthfury    | |
| Терон Живодер       | Teron Gorefiend     | |
| Тралл               | Thrall              | Тралл — орк, колишній ватажок Орди. Справжнє його ім'я — Го'єл, проте батьки не встигли провести ритуал іменування, і він лишився безіменним. Траллом (що в перекладі означає «раб») його назвали люди, у яких він перебував у рабстві. Після смерті батька Дуротана, вождя клану Північного вовка, та матері, Дреки, він потрапив у рабство, проте, звільнившись від кайданів, став вождем Орди. |
| Фенріс Вовчий Брат  | Fenris Wolfbrother  | |
| Чорнорук            | Blackhand           | |

#### Осквернені орки
| Ім'я             | Ім'я               | Опис |
| (укр.)           | (англ.)            | Опис |
| ---------------- | ------------------ | ---- |
| Карґат Лезорукий | Kargath Bladefist  |      |
| Таґар Краколам   | Tagar Spinebreaker |      |

#### Напіворки
| Ім'я               | Ім'я             | Опис |
| (укр.)             | (англ.)          | Опис |
| ------------------ | ---------------- | ---- |
| Ґарона Напіворчиця | Garona Halforcen |      |
| Мед'ан             | Med'an           |      |

#### Маґари
| Ім'я             | Ім'я               | Опис |
| (укр.)           | (англ.)            | Опис |
| ---------------- | ------------------ | --- |
| Аґґра            | Aggra              | Аґґра — орчиця (маґарка) шаманка з Ґарадара (Наґранд). Вона мала навчати Тралла шаманському мистецтву. Попри перші розбіжності, вони швидко зблизилися та почали романтичні стосунки. |
| Ґаррош Пеклокрик | Garrosh Hellscream | |
| Ґея              | Geyah              | |
| Дренош Саурфанґ  | Dranosh Saurfang   | |

#### Мок’Натал
| Ім'я    | Ім'я    | Опис |
| (укр.)  | (англ.) | Опис |
| ------- | ------- | ---- |
| Леорокс | Leoroxx |      |
| Рексар  | Rexxar  |      |

## Пандарени
| Ім'я                | Ім'я             | Опис |
| (укр.)              | (англ.)          | Опис |
| ------------------- | ---------------- | ---- |
| Джі Вогнелапий      | Ji Firepaw       |      |
| Ейза Хмарний пісняр | Aysa Cloudsinger |      |
| Кань                | Kang             |      |
| Лі Лі Пивошторм     | Li Li Stormstout |      |
| Лю Лень             | Liu Lang         |      |
| Таран Жу            | Taran Zhu        |      |
| Чень Пивошторм      | Chen Stormstout  |      |
| Чо                  | Cho              |      |
| Шаохао              | Shaohao          |      |

## Таурени
| Ім'я                  | Ім'я              | Опис |
| (укр.)                | (англ.)           | Опис |
| --------------------- | ----------------- | ---- |
| Бейн Криваве копито   | Baine Bloodhoof   |      |
| Гамуул Рунний тотем   | Hamuul Runetotem  |      |
| Дезко                 | Dezco             |      |
| Керн Криваве копито   | Cairne Bloodhoof  |      |
| Маґата Похмурий тотем | Magatha Grimtotem |      |
| Мулн Лють землі       | Muln Earthfury    |      |
| Траґ Висока гора      | Trag Highmountain |      |

#### Таурени Високогір’я
| Ім'я                 | Ім'я               | Опис |
| (укр.)               | (англ.)            | Опис |
| -------------------- | ------------------ | ---- |
| Гулн Вискора гора    | Huln Highmountain  |      |
| Джейл Річкова грива  | Jale Rivermane     |      |
| Лейсан Небесний ріг  | Lasan Skyhorn      |      |
| Майла Висока гора    | Mayla Highmountain |      |
| Торок Кривавий тотем | Torok Bloodtotem   |      |
| Улан Висока гора     | Ulan Highmountain  |      |

## Тролі

### Лісові тролі
| Ім'я     | Ім'я    | Опис |
| (укр.)   | (англ.) | Опис |
| -------- | ------- | ---- |
| Зул'джін | Zul'jin |      |

### Тропічні тролі
| Ім'я     | Ім'я     | Опис |
| (укр.)   | (англ.)  | Опис |
| -------- | -------- | ---- |
| Вол'джін | Vol'jin  |      |
| Ґадрін   | Gadrin   |      |
| Залазан  | Zalazane |      |
| Рохан    | Rokhan   |      |
| Сен'джін | Sen'jin  |      |

### Зандаларські тролі
| Ім'я       | Ім'я       | Опис |
| (укр.)     | (англ.)    | Опис |
| ---------- | ---------- | ---- |
| Вілнак'дор | Vilnak'dor |      |
| Зул        | Zul        |      |
| Растахан   | Rastakhan  |      |
| Таланджі   | Talanji    |      |